# Důl Turów
Důl Turów (výslovnost  [ˈturuf]IPA) je hnědouhelný lom v Polsku, který se nachází poblíž česko-německo-polského trojmezí, v centrální části Bogatyňského výběžku (též zvaného Turoszowský výběžek). Důl se nachází celý ve gmině Bogatynia a částečně i na území města Bogatynia v okrese Zgorzelec v Dolnoslezském vojvodství. Důl také leží v těsném sousedství německého města Žitava a cca 15 km od Liberce.

## Historie a technický popis dolu
Důl Turów byl založen v roce 1914 a v současnosti má rozlohu přibližně 28 km² a hloubku cca 225 m. V dole je umístěno 12 korečkových rypadel (např. polské rypadlo KWK-1500s s výkonem 4 200 m³/h) a 4 zakladače (např. zakladač ZGOT-11500 s výkonem 11 500 m³/h). Celková délka pásových zařízení činí 79 km. Kromě uhlí se v dole těží i kamenivo, hlíny a jíly pro keramický a chemický průmysl.
Kvůli hnědouhelnému dolu Turów byly zlikvidovány obce Gościszów, Pasternik, Biedrzychowice Górne, Strzegomice, Rybarzowice a Wigancice Żytawskie. Částečně byly strženy obce Turoszów, Zatonie, Opolno Zdrój a část Bogatyně. Důl tvoří spolu s hnědouhelnou Elektrárnou Turów Turoszowský energetický komplex.
V dubnu 2021 bylo povolení na těžbu prodlouženo do konce roku 2044. S tímto krokem nesouhlasila řada českých obcí u hranic s Polskem, ani české ministerstvo životního prostředí. Soudní dvůr Evropské unie na základě české žaloby vydal v květnu předběžné rozhodnutí o zastavení těžby v dole. Protože firma PGE rozhodnutí ignorovala, vyměřil soud v září Polsku pokutu ve výši 500 000 eur za každý den, kdy bude těžba pokračovat.
Ve čtvrtek 3. února 2022 se v Praze narychlo uskutečnila schůzka mezi polským premiérem Mateuszem Morawieckim a jeho českým protějškem Petrem Fialou, na které byla podepsána dohoda o řešení vlivu těžební činnosti v Dole Turów. V dohodě jsou mj. uvedena opatření proti průsaku vody do prostoru lomu a zaplacení kompenzace české straně. Polská ministryně životního prostředí Anna Moskwová následně vyzvedla, že schválený text dohody nedává žádný prostor pro vyvolání dalších sporů mezi Polskem a Českem ani pro přenesení těchto sporů na vyšší mezinárodní úroveň. Mimo jiné také připomněla, že uzavření dohody se v Česku stalo předmětem kritiky, což signalizuje, že pro Polsko zmíněná dohoda představuje „dobrý obchod“.

## Rozšíření těžby
Důl se má rozšířit až na vzdálenost 300 metrů k nejbližšímu českému obydlenému místu, obci Uhelná. Důl v obcích na území České republiky na Liberecku snižuje hladinu spodní vody, náprava si na české straně vyžádá mnohamiliardové investice. K německému území důl sahá až podél řeky Nisa, v okolních obcích se kvůli dolu vyskytují trhliny v domech. V dole by měla probíhat těžba do roku 2044. Firma Citronex provozuje u elektrárny Turów obří skleníky na rajčata, které využívají odpadní teplo elektrárny a které jsou velkým zdrojem světelného znečištění, ohrožují i Jizerskou oblast tmavé oblohy. V roce 2016 skleníky ozařovaly oblohu více než město Liberec. Majitel firmy Citronex, Artur Toronowski, přislíbil v roce 2016 zastínění skleníků. Zastínění skleníků však funguje v návaznosti na teplotě, nikoliv na osvětlení. Stínicí zařízení tak není použito vždy a obtěžování světlem ze skleníků se opakuje.
Po ukončení těžby po roce 2045 má v dole Turów proběhnout rekultivace a vzniknout umělé jezero. Poláci odhadují, že zatopení lomu může trvat 35–37 let, což rozporuje německá strana, která uvádí dobu napouštění až 144 let.
V lednu roku 2020 vydala polská strana povolení k rozšíření dolu Turów. V březnu téhož roku navíc prodloužilo polské ministerstvo klimatu koncesi státní elektrárenské společnosti PGE na těžbu hnědého uhlí v tomto dole o dalších šest let.
V květnu roku 2021 Soudní dvůr Evropské unie nařídil okamžitě zastavit těžbu hnědého uhlí v dolu Turów. Toto nařízení vyplývá z četných žádostí ze strany České republiky a Německa. Zákaz těžby bude platit až do vynesení konečného rozsudku v tomto sporu.
Dne 7. října 2022 vydal ředitel polského Generálního ředitelství ochrany životního prostředí (Generalna Dyrekcja Ochrony Środowiska, GDOŚ) stanovisko, umožňující vydat vlastníkovi dolu – firmě PGE – licenci, která by vedla k legalizaci dalšího rozšíření těžby uhlí na česko-polské hranici až do roku 2044. Polské ekologické organizace reagovaly prohlášením, že se budou domáhat soudního zrušení zmíněného stanoviska.

## Kritika rozšíření dolu
Rozhodnutí o rozšíření dolu vyvolalo odmítavé reakce v Česku i Německu, v jejichž bezprostřední blízkosti se polský důl nachází. Obcím na české i německé straně vadí, že těžařská činnost ohrožuje vodní zdroje v jejich okolí. Proti rozšíření dolu se dlouhodobě staví Liberecký kraj, který podal stížnost k Evropské komisi, protože postup Polska považuje za nezákonný. Proti rozšíření dolu vznikla v Česku petice podepsaná 13 000 lidmi, v níž se žádá Evropská komise o bezodkladnou akci. Peticí se zabýval Evropský parlament a poslanci jeho petičního výboru vyzvali v červenci Evropskou komisi k ráznějšímu postupu vůči Polsku. Většina poslanců se vyslovila pro to, aby s Polskem bylo zahájeno řízení pro porušení práva EU. V prosinci 2020 oznámila Anna Cavazzini, saská europoslankyně za stranu Zelených, že Evropská komise potvrdila námitky ČR proti porušením předpisů na dole Turów, a ČR se tak může obrátit na Evropský soudní dvůr kvůli prosazování práva EU. To ovšem nebrání oběma stranám v mimosoudním urovnání sporu. Evropská politička Cavazzini nyní požaduje „zastavení nelegální těžby v Turowě, dokud nebudou vyřešeny všechny právní otázky“.
Česká republika se kvůli Turówu obrátila na Evropský soudní dvůr, ten v září 2021 rozhodl o tom, že Polsko musí zastavit těžbu v dolu. V případě nezastavení těžby pak má Polsko hradit sankci půl milionu EUR za každý den těžby. Polsko ale v těžbě pokračovalo dál a ignorovalo platby pokut Evropské unii. To se nelíbilo autorům petice prosazující zastavení těžby v dole. Ti se mj. dožadovali, aby unie zvýšila sankce vůči polské straně.
Podle iniciativy Společně pro vodu důl i nadále způsobuje ekologickou újmu na české straně, přičemž voda ve vrtech na české straně v červnu 2023 i nadále klesala.

## Galerie

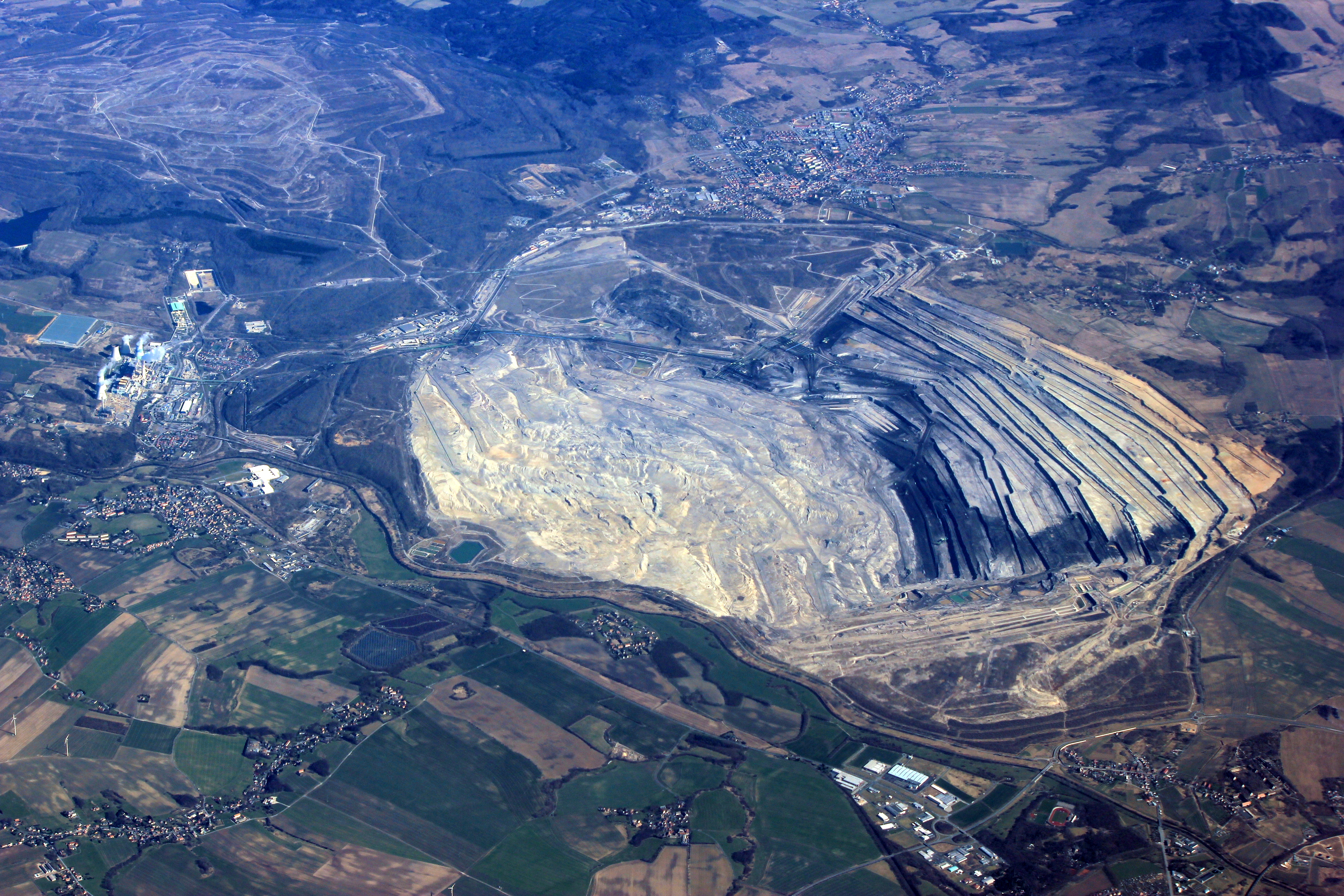
Letecký pohled na Důl Turów
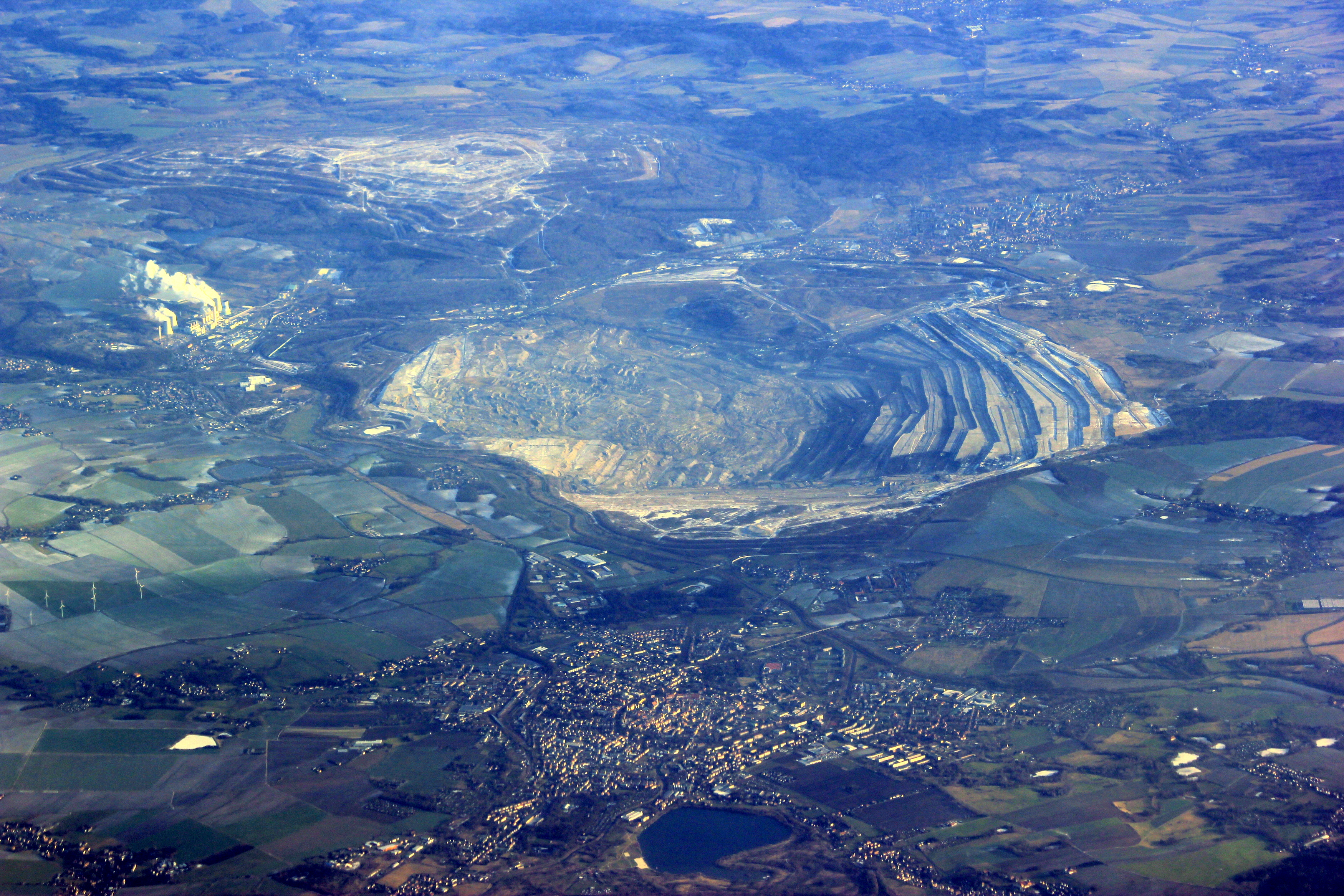
Letecký pohled, vpředu město Žitava, za dolem Bogatynia
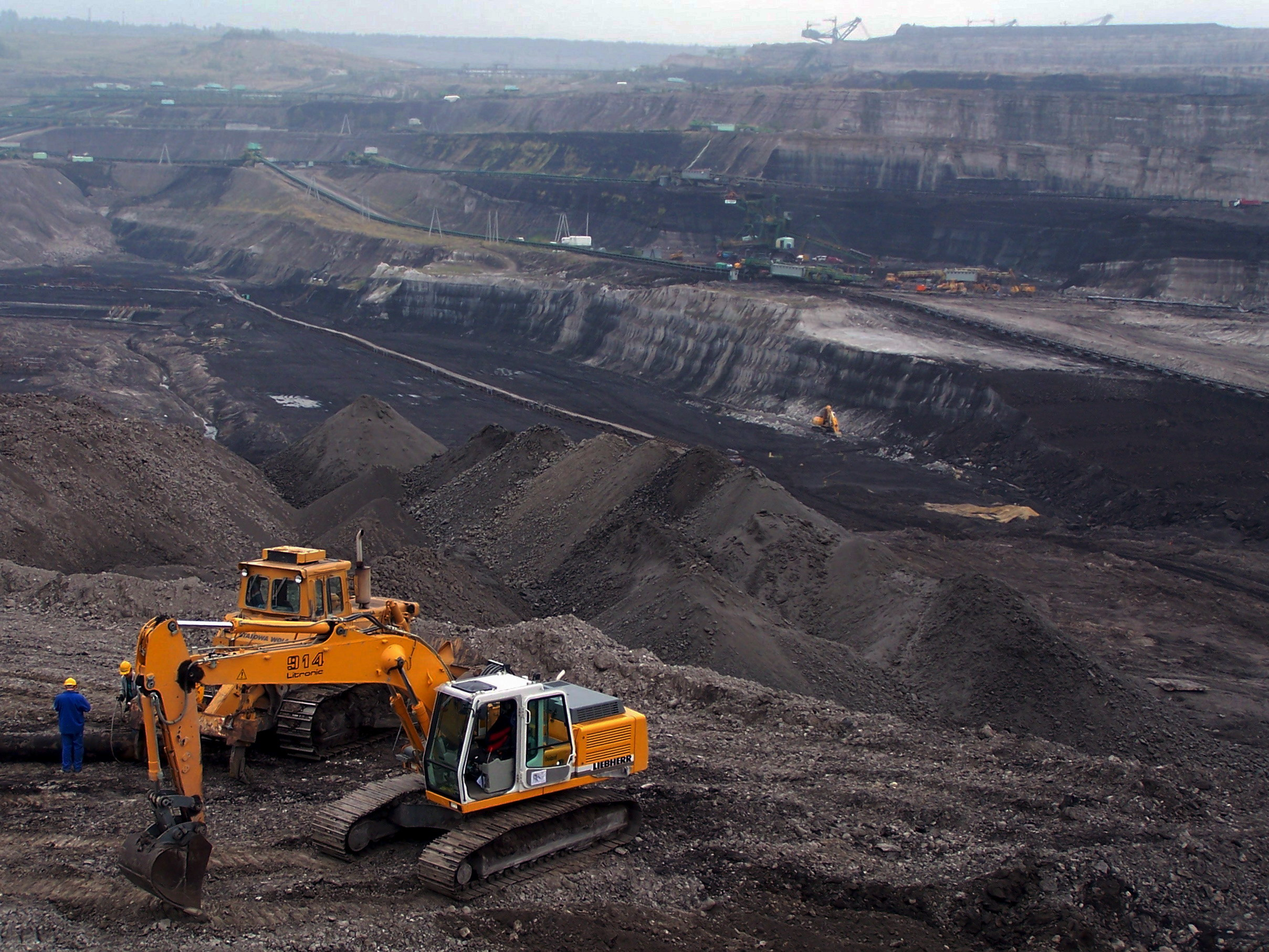
Těžba lignitu
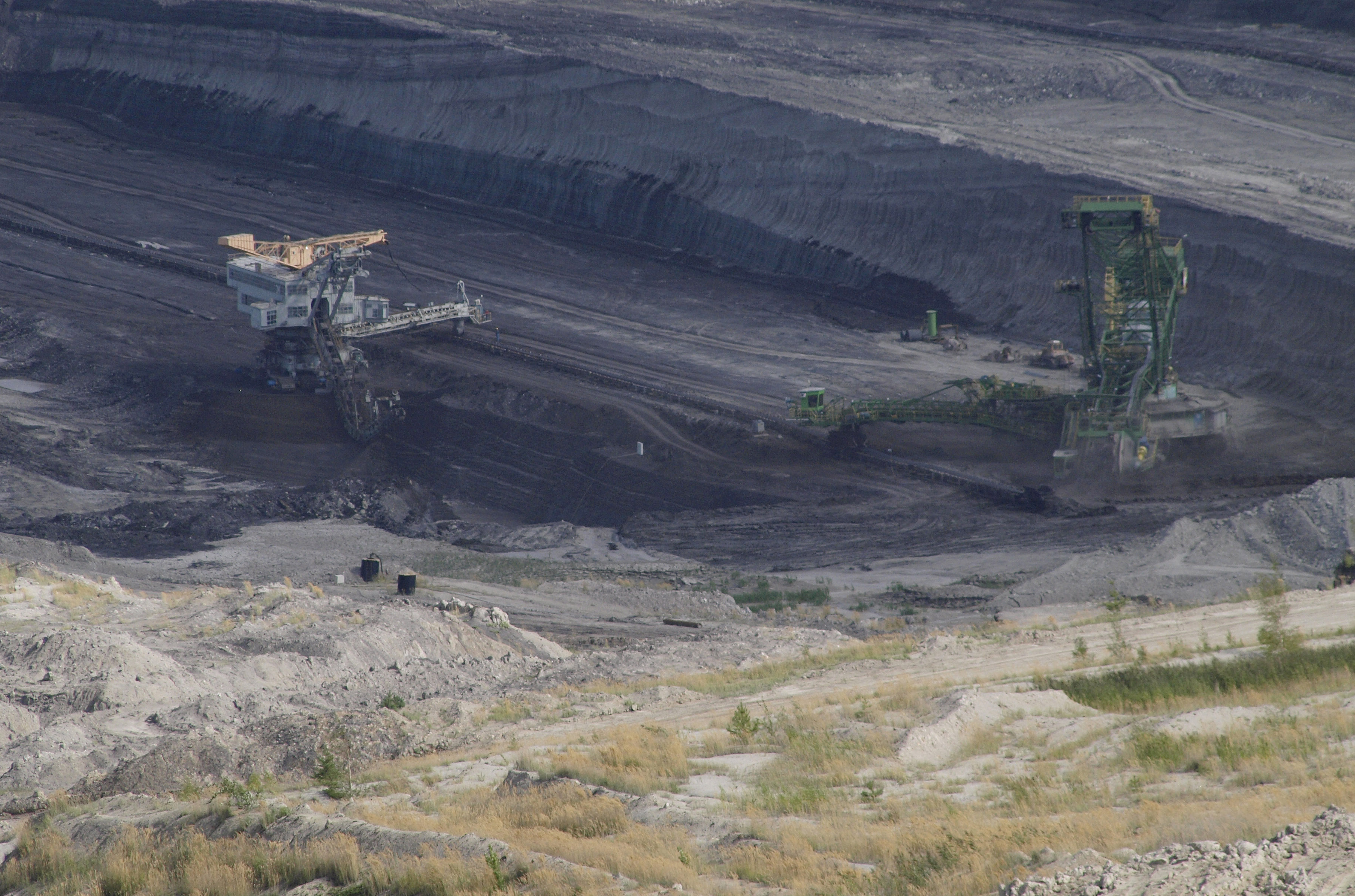
Těžební stroje (2012)
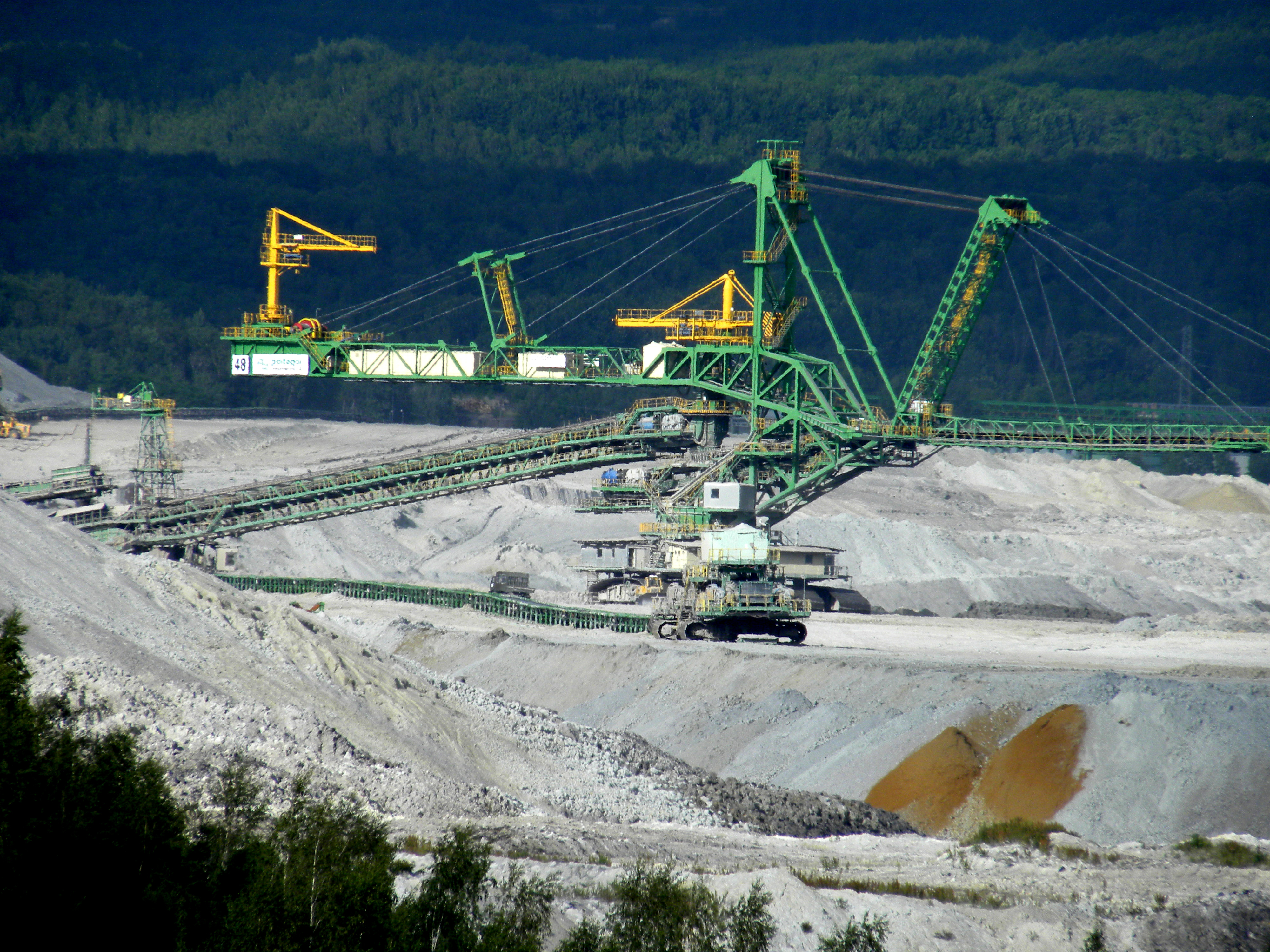
Těžební stroj (2014)
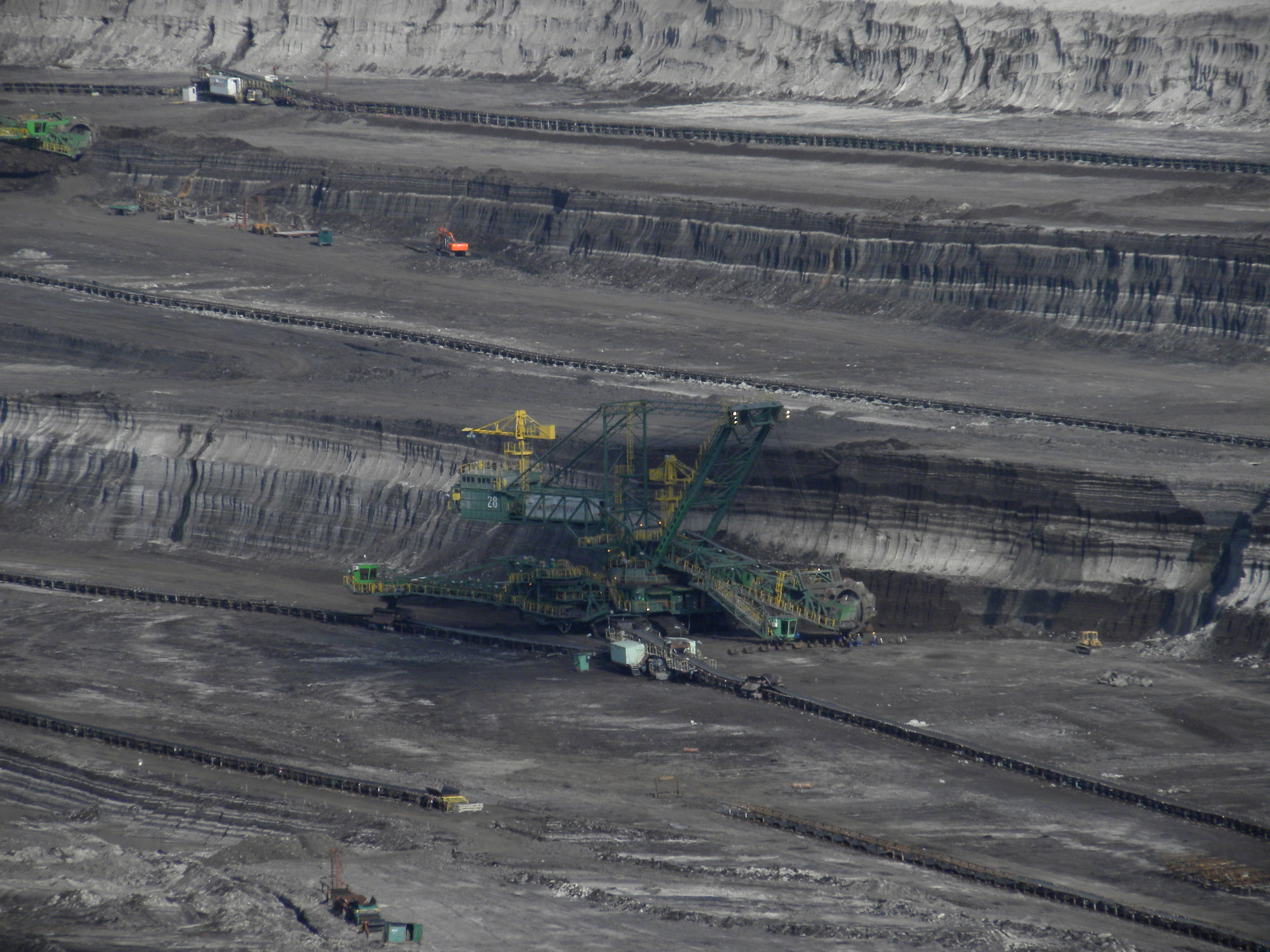
Těžba